# Каноник

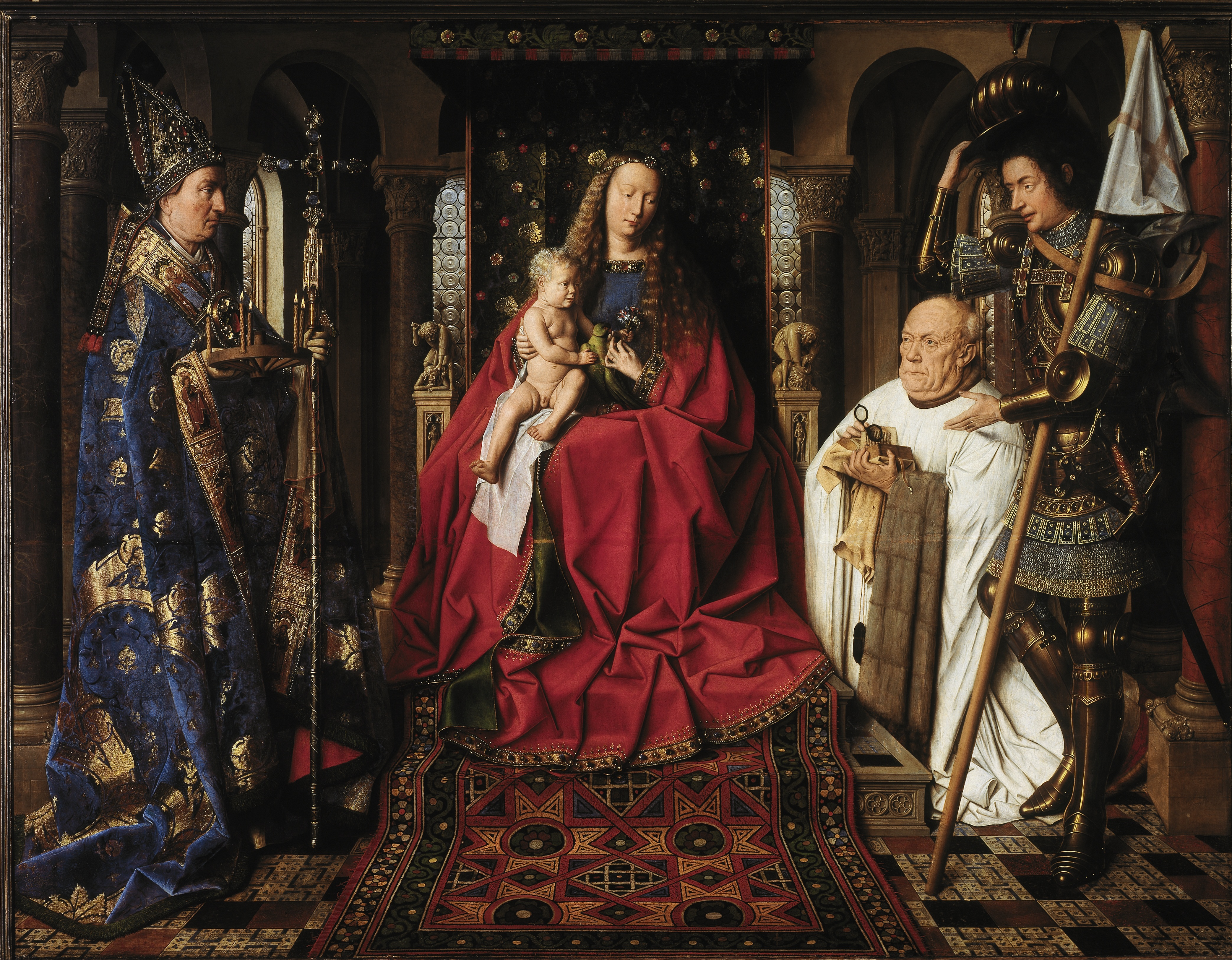
Ян ван Эйк. Мадонна каноника ван дер Пале (1436). Каноник (справа) перекинул через руку знак своего отличия — меховую накидку (так называемая almutia)

Кано́ник (др.-греч. κανονικός, лат. canonicus, нем. Stiftsherr, Chorherr, англ. canon, фр. chanoine) в католической церкви — член кафедрального либо коллегиального капитула. Термин имеет греческое происхождение: κανονικός — название священнослужителя, внесённого в список, канон, то есть каталог епархии.

## Краткая характеристика

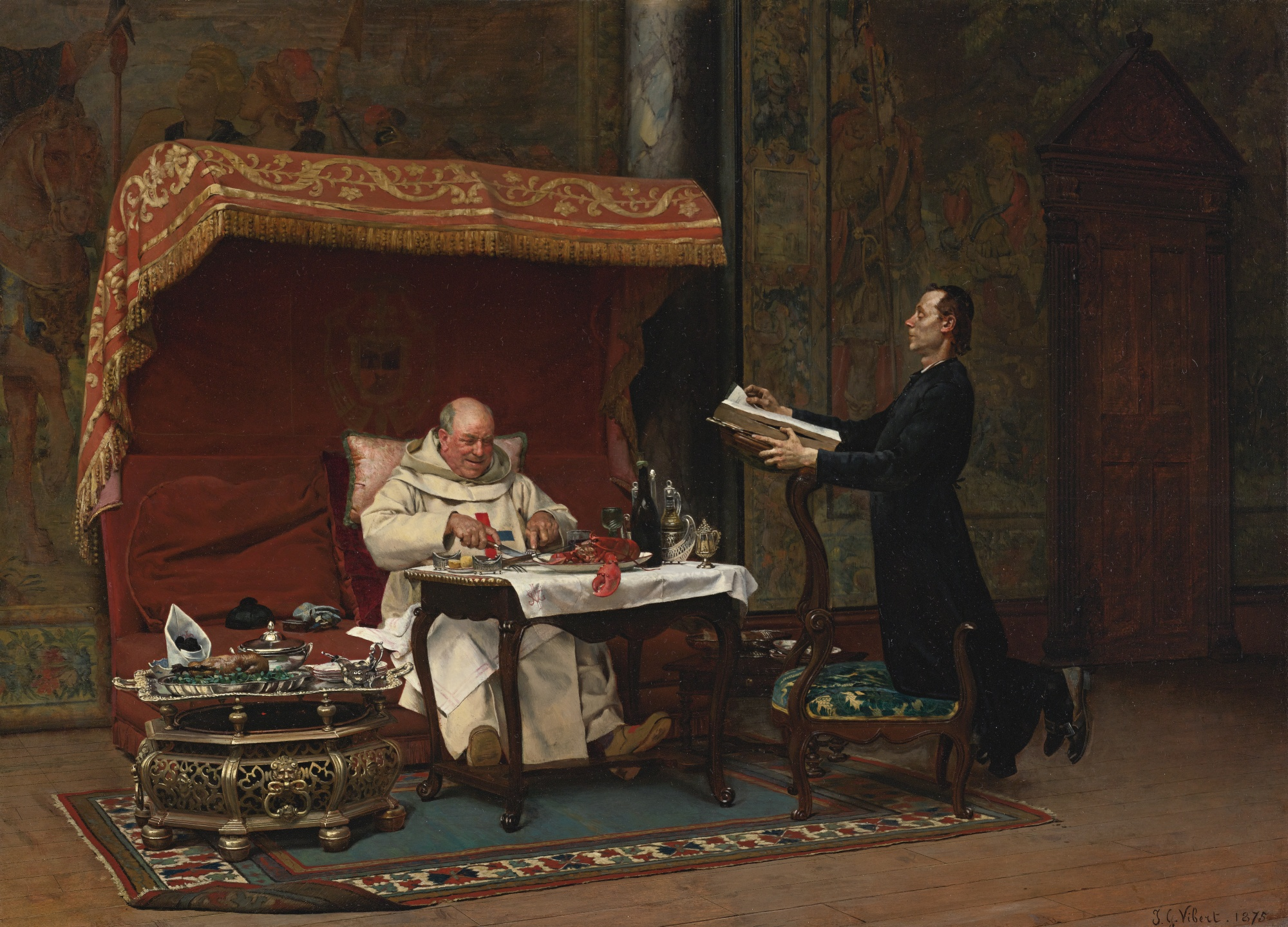
Жан Жорж Вибер. «Обед каноника» (1875)

Католический институт капитулов сформировался в средние века. Важным историческим документом был Ахенский устав De institutione canonicorum (816) Амалария из Меца, в котором определялись правила совместной деятельности священников, не являющихся монашествующими. В XI и XII веках Ив Шартрский и Пётр Дамиан выступили как реформаторы церкви, связав каноников обетом общежития. Тогда же произошло деление каноников на секулярных (canonici seculares) и регулярных (canonici regulares). Секулярные каноники не давали монашеских обетов, ими могли становиться клирики, не рукоположенные в священнический сан. Регулярные каноники (чаще всего августинцы) — только священники, давшие монашеские обеты. Секулярные каноники составляли капитул коллегиальной церкви (формально находившейся в подчинении епископу), регулярные — капитул кафедральной церкви (место пребывания епископа).

## Обязанности
Главной обязанностью регулярного каноника была помощь епископу, которая заключалась (а) в сослужении (в том числе пении) в храме во все церковные праздники, (б) в сопровождении епископа в поездках к священному престолу, (в) в причащении епископа во время его болезни и т. д.
Все каноники кафедрального капитула с XII в. получали пребенды и другие бенефиции, обеспечивавшие им более или менее безбедное существование. К концу Средневековья коллегиальный капитул всё меньше зависел от епископа: каноников в них назначали напрямую светские правители (епископ утверждал их лишь номинально), поскольку именно они (а не епископ) обеспечивали своих каноников пребендами. Наконец, появилась тенденция принимать в члены коллегиального капитула только представителей дворянства.

## Разновидности
Внутри каноников (как секулярных, так и регулярных) со временем выделились должности
- препозита (декан, настоятель),
- архидиакона,
- схоласта (руководитель школы),
- кантора (руководитель хора, часто также ответственный за музыкальное оформление богослужения в целом),
- кустода (начальник охраны, ответственный за безопасность),
- канцлера (зав. канцелярией),
- портария (привратник),
- госпиталария (лицо, ответственное за приём паломников и прочих гостей) и др.

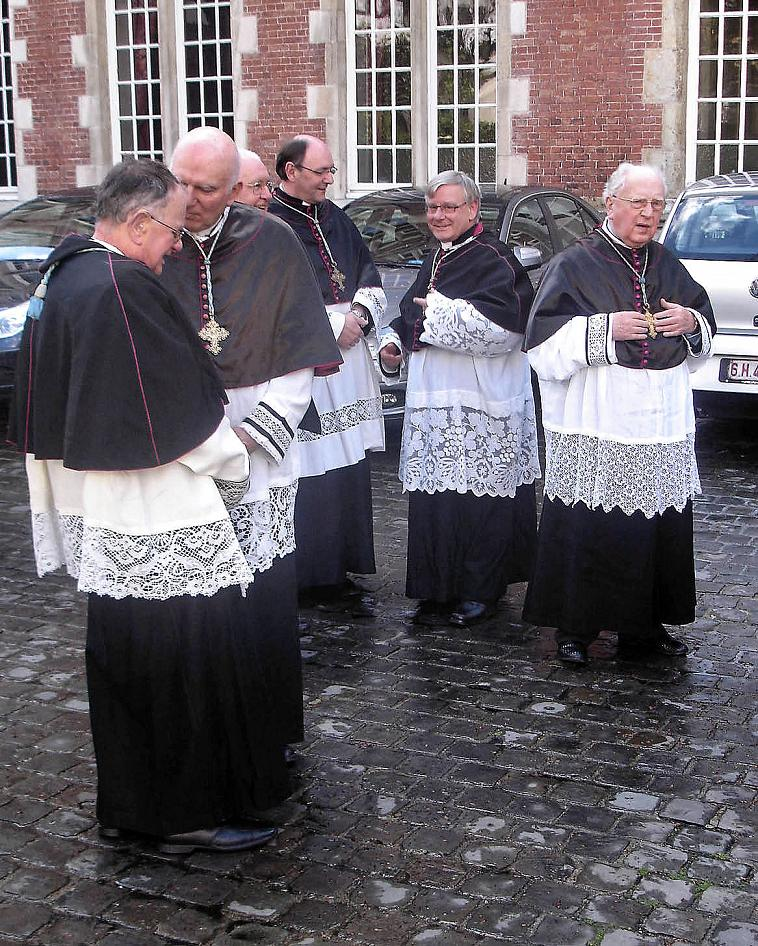
Современные каноники в типичных серо-чёрных муцетах (Брюгге, 2008)

Ныне (после реформ Второго Ватиканского собора) каноники подразделяются на «титулярных» (также называемых «действительными»), «сверхштатных» и «почётных». Таинство рукоположения для действительных каноников обязательно.

## Внешний вид
Поскольку каноники не принадлежат ни к каким монашеским орденам, у них отсутствует специфическое орденское облачение. В старину каноники носили в холодное время меховую (обычно из беличьего меха) накидку под названием лат. almutia (см. Aumusse). В иконографии позднего Средневековья и Ренессанса эту накидку, как знак отличия, каноник демонстрирует, перебрасывая её через руку (как на известном полотне ван Эйка, см. иллюстрацию). Отличительным знаком облачения современного каноника является моцетта (муцет) — накидка серого или чёрного цвета, обшитая фиолетовым шнуром. Каноники, посвящённые в сан епископа, носят фиолетовый муцет.

## Другие значения термина
Каноники существуют также в Англиканской Церкви. В языке прихожан Русской Православной Церкви каноником (канонником) называется богослужебная книга, содержащая избранные каноны и некоторые другие молитвы.